# Olivaea
Olivaea es un género de plantas con flores perteneciente a la familia  Asteraceae. Comprende 2 especies descritas y aceptadas.

## Taxonomía
El género fue descrito por Sch.Bip. ex Benth. y publicado en Hooker's Icones Plantarum 12: 2–3, tab. 1103. 1876. La especie tipo es: Olivaea tricuspis Sch.Bip.

## Especies seleccionadas
A continuación se brinda un listado de las especies del género Olivaea aceptadas hasta junio de 2012, ordenadas alfabéticamente. Para cada una se indica el nombre binomial seguido del autor, abreviado según las convenciones y usos.
- Olivaea leptocarpa DeJong & Beaman
- Olivaea tricuspis Sch.Bip.